# Alberto Giacometti
Alberto Giacometti, född 10 oktober 1901 i Borgonovo i Graubünden i Schweiz, död 11 januari 1966 i Chur i Graubünden, var en schweizisk skulptör och målare.
Alberto Giacometti studerade vid Skolan för konst och konsthantverk i Genève 1919 och för Antoine Bourdelle på Académie de la Grande Chaumière i Paris 1922–1925, där han studerade tillsammans med Bror Hjorth. Där träffade han också den amerikanska skulptören Flora Mayo (född 1900), som han sammanlevde med till 1929. Han bodde sedan med undantag för krigsåren i Paris.

## Eftermäle
Asteroiden 11905 Giacometti är uppkallad efter honom.

## Konsten

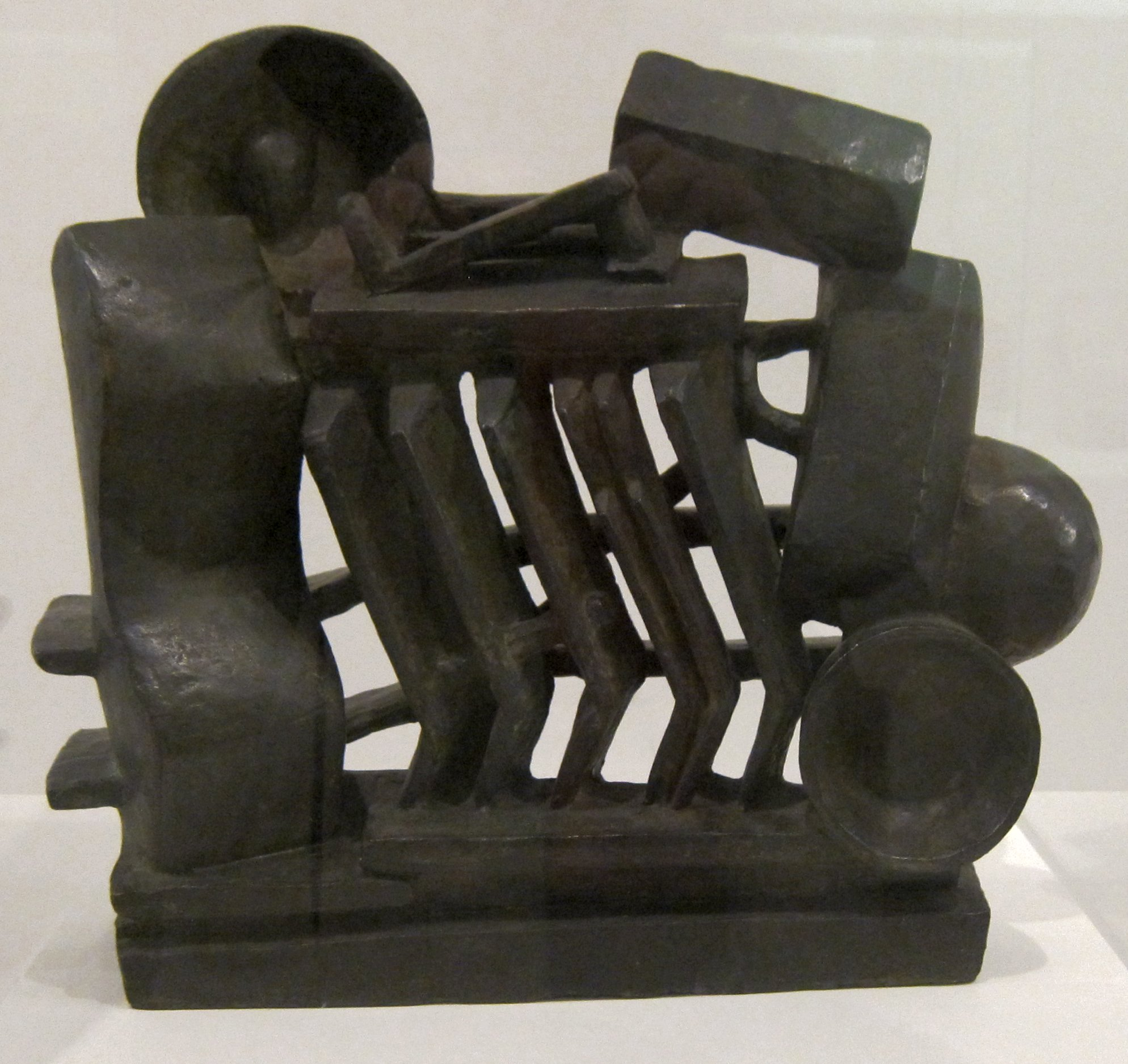
Homme et femme på Tate Modern i London.

Skulpturen Två gestalter (1926) har en ursprunglig, primitiv kraft; senare, mer surrealistiska skapelser som Palatset klockan 4 förmiddag (1933) är redan uttunnade på det sätt som i allt högre grad blev det framträdande draget hos Giacomettis mänskliga gestalter efter 1940. Bräckligheten hos dessa egendomliga, långsmala människor, till exempel gruppen Stadstorg (1949), understryks av de kraftiga postament på vilka de vanligtvis står.
En bronsskulptur av en man i verklig storlek av Giacometti såldes i början av februari 2010 vid Sotheby's i London för det rekordhöga priset 65 miljoner brittiska pund till en anonym köpare.

## Verk i urval
Skulpturer
- Torse, 1925
- Femme cuillère, 1926
- Le Couple, 1926
- Tête qui contemple, 1927
- Femme couchée qui rêve, 1929
- Homme et femme, 1929
- L’Heure des traces ou La Boule suspendue, 1931
- Projet pour un couloir, 1931
- Cage, 1931
- Objet désagréable à jeter, 1931
- Pointe à l’œil, 1932
- On ne joue plus, 1932
- Femme égorgée, 1932
- Main prise, 1932
- Table surréaliste, 1933
- Le Palais à quatre heures du matin, 1933
- Fleur en danger, 1933
- L’Objet invisible ou Mains tenant le vide, 1934
- La Femme qui marche, 1934
- Kvinde på kærre 1943–1945
- Nuit, 1946
- L’Homme au doigt, 1947
- Le Nez, 1947
- Tête sur tige, 1947
- Homme qui marche, 1947
- Grande figure, 1949
- La Place (The City Square), 1949
- Le Chariot, 1950
- Le Chien, 1951
- Tête de Diego sur socle, 1953
- Femme debout, 1953
- Le Petit Lustre, 1950
- Bust of Diego, 1954
- Femmes de Venise, 1956
- Grande femme IV, 1960
- Grandes figures II et III, 1960
- Homme qui marche, 1960, Maison de l'Unesco, Paris
- Arbre, skulptur och dekor till En attendant Godot (I väntan på Godot) av Samuel Beckett, 1961

Teckningar
- Auto-portrait, 1921
- Le Couple, 1926
- La Mère de l’artiste, 1937
- Pomme sur un buffet, 1937
- Stehende Figur, 1947
- La rue, 1952
- Paysage à Stampa, 1952
- Diego in a Plaid Shirt, 1954
- Rue d'Alésia, 1954
- Annette dans le studio, 1954
- Yanaihara, 1958
- Annette, 1962
- Jean Genet
- Michel Leiris

## Utställningar i urval
- Retrospektiv i London, New York och Köpenhamn, 1965
- Retrospektiv Palais de l'Orangerie, Paris, 1969
- Retrospektiv Musée d'Art Moderne, Paris, 1991
- L'Atelier d'Alberto Giacometti, Centre Pompidou, Paris, 17 oktober 2007 – 11 februari 2008

### Översättningar
- Delar av artikeln har översatts från engelska Wikipedia
- Delar av artikeln har översatts från franska Wikipedia